# Can Arat
Can Arat est un footballeur turc né le 21 janvier 1984 dans le quartier de Merdivenköy du district de Kadıköy à Istanbul.

## Biographie
Il a grandi dans l'équipe des jeunes de Fenerbahçe SK comme défenseur.
Il passe en ligue professionnelle le 15 février 2002. Le 30 janvier 2002 il signe un contrat de quatre ans avec le club. Pendant la saison 2002-2003, il joue dans la catégorie jeune et équipe première de Fenerbahçe. Il joue son premier match avec l'équipe première de Fenerbahçe le 2 septembre 2001 pour un match amical contre Skoda Xanthi. Il joue son premier match en ligue turque le 3 mars 2003 pour le match de Bursaspor-Fenerbahçe. Il joue les 25 dernières minutes.
Le 5 janvier 2004, il est prêté à Karşiyaka SK Izmir pour la ligue 2A de Turquie.
Le 1er août 2004, il est prêté en ligue 2A à Sivasspor.
Pour la saison 2005-2006 il revient dans l'équipe première de Fenerbahçe.

## Palmarès
- Championnat de Turquie : 2007
- Supercoupe de Turquie : 2007